# Раби-Кунга
Раби-Кунга (фр. Rabi-Kounga) — крупнейшее нефтяное месторождение в Габоне, расположено в поясе тропических лесов в 140 км южнее г. Порт-Жантиль. Открыто в июне 1985 года. Разработка началась в 1987 году.
Нефтеносность связана с отложениями мелового возраста. Начальные запасы нефти составляют 140 млн тонн.
Оператором месторождения является нефтяная компания Shell (42,5 %). Другие участники проекта: Total Gabon (32,924 %), TPPG (14,576 %).
Пик добычи пришёлся на 1997 год, когда добыча достигла 10,9 млн тонн (217 тыс. баррелей в день), но потом начался быстрый спад.
Добыча нефти по годам:
- 2000 — 4,9 млн тонн (100 тыс. баррелей в день)[5]
- 2003 — 2,5 млн тонн[1]
- 2007 — 1,7 млн тонн (12,2 млн баррелей)[6]
- 2008 — 1,3 млн тонн (9,8 млн баррелей)[6]